# Confession de foi de Westminster

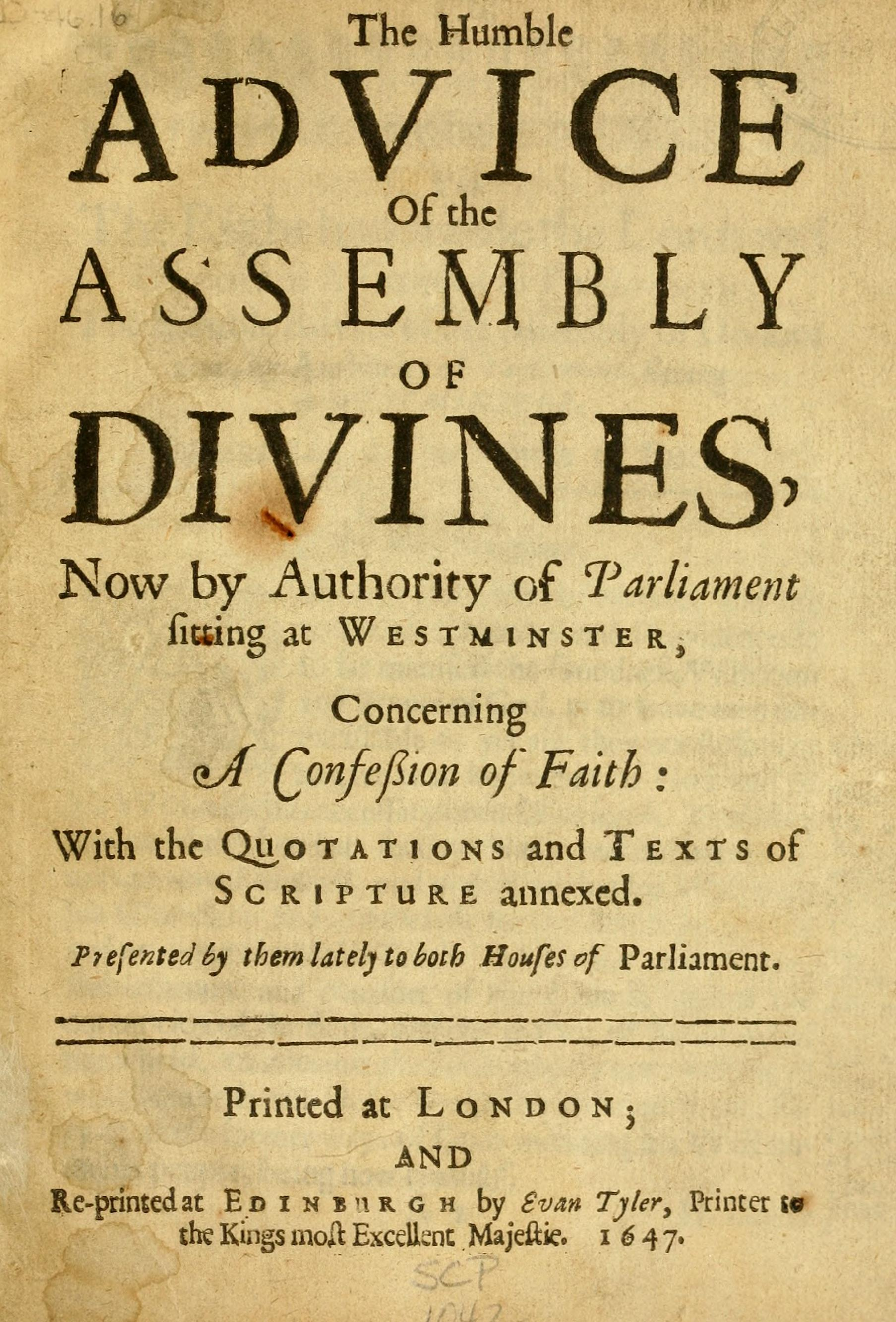
Première édition publiée de la confession de foi de Westminster

La confession de foi de Westminster  est une confession de foi réformée, suivant la tradition théologique  calviniste. Bien qu'établie par l'assemblée de Westminster en 1646, largement adoptée par l'Église d'Angleterre, elle devint et resta la base de doctrine de l'Église d'Écosse, et a eu une influence prépondérante sur les églises presbytériennes à travers le monde.
En 1643, le parlement anglais sollicita le « pieux, censé et omniscient Seigneur », pour se rencontrer à l'abbaye de Westminster dans le but de fournir des conseils sur la question du culte, de la doctrine, du gouvernement et de la discipline dans l'Église d'Angleterre. Leurs rencontres, durant une période de cinq ans, produisirent la confession de foi, ainsi que le Grand catéchisme de Westminster (en) et le Petit catéchisme de Westminster (en). Depuis plus de trois siècles, de nombreuses Églises à travers le monde ont adopté la confession et les catéchismes comme leur norme doctrinale, subordonnée à la Bible.
La confession de foi de Westminster fut modifiée et adoptée par les congrégationnalistes en Angleterre sous la forme de la déclaration de Savoie (1658). De même, les baptistes d'Angleterre modifièrent la déclaration de Savoie pour établir la confession de foi baptiste de 1689. Les presbytériens anglais, congrégationnalistes, et les baptistes  sont connus (avec d'autres) comme étant les non-conformistes, parce qu'ils ne se conformaient pas à l'acte d'uniformité de 1662 établissant l'Église d'Angleterre comme la seule Église approuvée légalement, même s'ils furent unis d'une certaine façon par une confession de foi commune, construite sur la confession de foi de Westminster.